# Lista de cidades do Colorado

Localização do Estado do Colorado nos Estados Unidos.

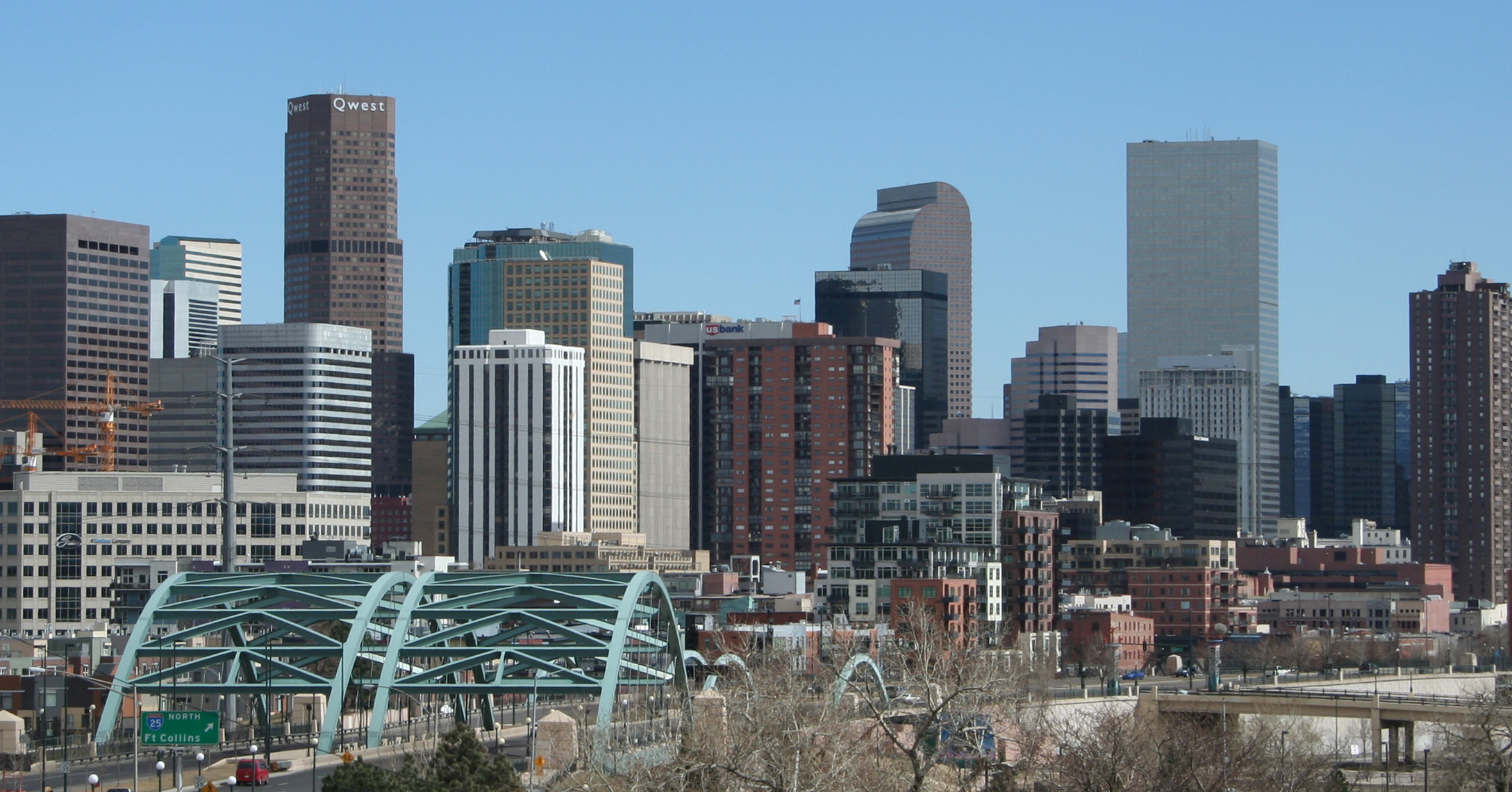
Denver, capital e maior cidade do Colorado.

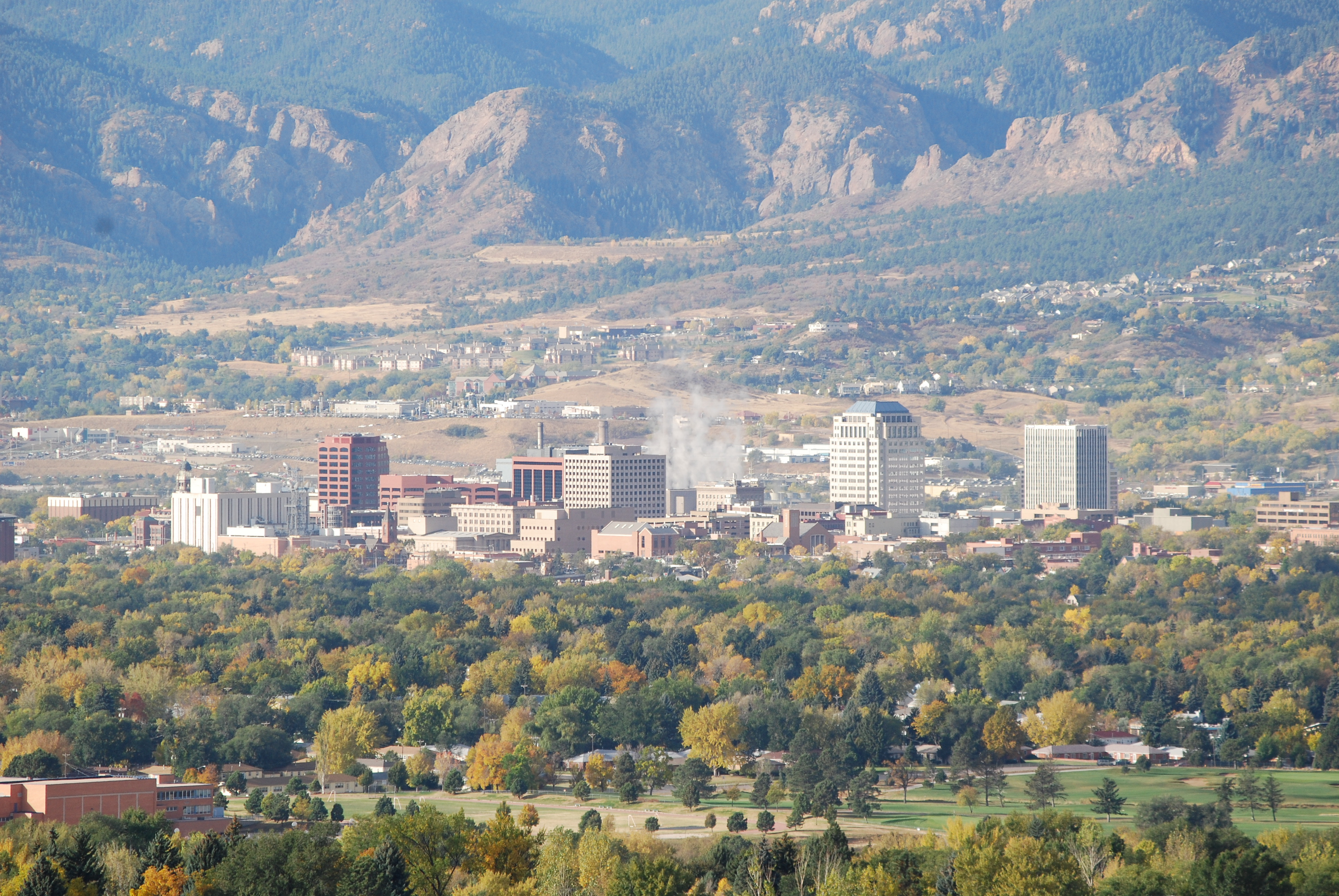
Colorado Springs, a segunda maior cidade do Colorado.

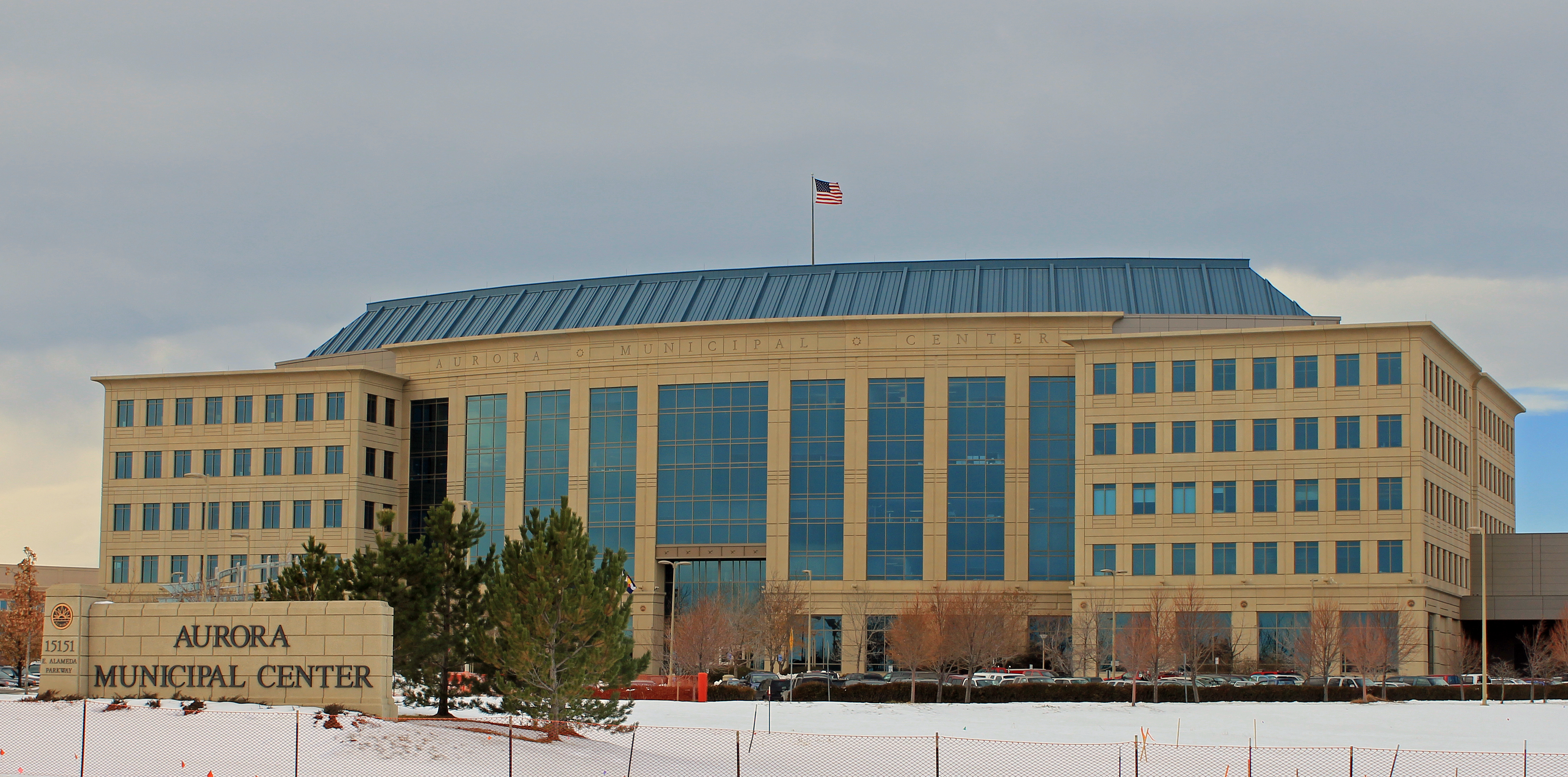
Centro Municipal da cidade de Aurora, a terceira maior cidade do Colorado.

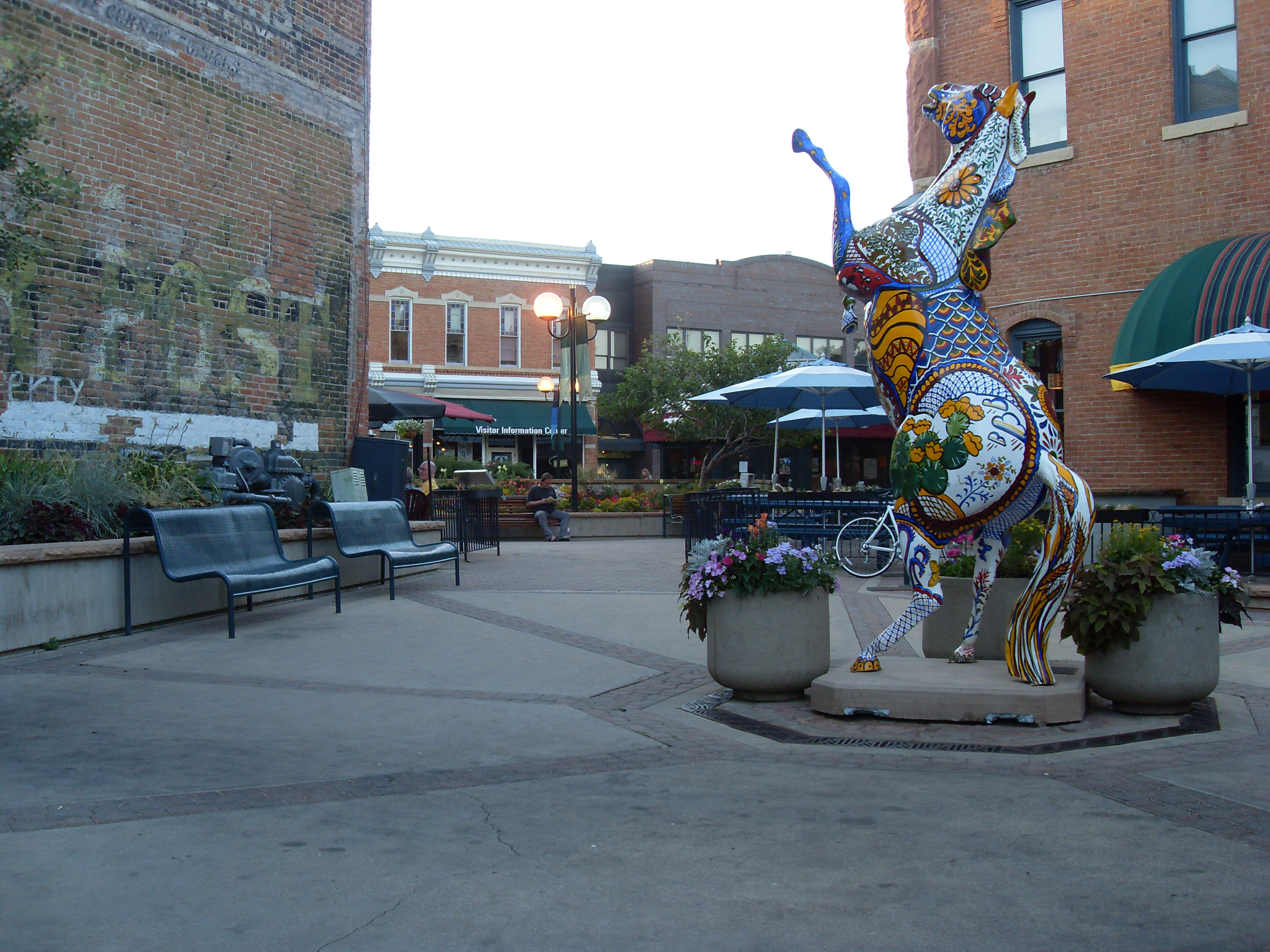
Distrito histórico de Fort Collins, quarta cidade mais populosa do Colorado.

O Colorado é um estado localizado na Região dos Estados das Montanhas Rochosas no Oeste dos Estados Unidos. De acordo com o Censo dos Estados Unidos de 2010, o Colorado é o 22º estado mais populoso, com  5.029.196 habitantes, e o 8º maior por área de terra abrangendo 269.601,34 km² de área.
Abaixo está uma lista com as cidades do Colorado. 

## A
- Aguilar
- Akron
- Alamosa
- Alma
- Antonito
- Arriba
- Arvada
- Aspen
- Ault
- Aurora
- Avon

## B
- Basalt
- Bayfield
- Bennett
- Berthoud
- Bethune
- Black Hawk
- Blanca
- Blue River
- Bonanza
- Boone
- Boulder
- Bow Mar
- Branson
- Breckenridge
- Brighton
- Brookside
- Broomfield
- Brush
- Buena Vista
- Burlington

## C
- Calhan
- Campo
- Carbondale
- Castle Pines
- Castle Rock

- Cañon City
- Cedaredge
- Centennial
- Center
- Central City
- Cheraw
- Cherry Hills Village
- Cheyenne Wells
- Coal Creek
- Cokedale
- Collbran
- Colorado Springs
- Columbine Valley
- Commerce City
- Cortez
- Craig
- Crawford
- Creede
- Crested Butte
- Crestone
- Cripple Creek
- Crook
- Crowley

## D
- Dacono
- De Beque
- Deer Trail
- Del Norte
- Delta
- Denver
- Dillon
- Dinosaur
- Dolores
- Dove Creek
- Durango

## E
- Eads
- Eagle
- Eaton
- Eckley
- Edgewater
- Elizabeth
- Empire
- Englewood
- Erie
- Estes Park
- Evans

## F
- Fairplay
- Federal Heights
- Firestone
- Flagler
- Fleming
- Florence
- Fort Collins
- Fort Lupton
- Fort Morgan
- Fountain
- Fowler
- Foxfield
- Fraser
- Frederick
- Frisco
- Fruita

## G
- Garden City
- Genoa
- Georgetown
- Gilcrest
- Glendale
- Glenwood Springs
- Golden
- Granada
- Granby
- Grand Junction
- Grand Lake
- Greeley
- Green Mountain Falls
- Greenwood Village
- Grover
- Gunnison
- Gypsum

## H
- Hartman
- Haswell
- Haxtun
- Hayden
- Hillrose
- Holly
- Holyoke
- Hooper
- Hot Sulphur Springs
- Hotchkiss
- Hudson
- Hugo

## I
- Idaho Springs
- Ignacio
- Iliff

## J
- Jamestown
- Johnstown
- Julesburg

## K
- Keenesburg
- Kersey
- Kim
- Kiowa
- Kit Carson
- Kremmling

## L
- La Jara
- La Junta
- La Veta
- Lafayette
- Lake City
- Lakeside
- Lakewood
- Lamar
- Larkspur
- Las Animas
- LaSalle
- Leadville
- Limon
- Littleton
- Lochbuie
- Log Lane Village
- Lone Tree
- Longmont
- Louisville
- Loveland
- Lyons

## M
- Manassa
- Mancos
- Manitou Springs
- Manzanola
- Marble
- Mead
- Meeker
- Merino
- Milliken
- Minturn
- Moffat
- Monte Vista
- Montezuma
- Montrose
- Monument
- Morrison
- Mount Crested Butte
- Mountain View
- Mountain Village

## N
- Naturita
- Nederland
- New Castle
- Northglenn
- Norwood
- Nucla
- Nunn

## O
- Oak Creek
- Olathe
- Olney Springs
- Ophir
- Orchard City
- Ordway
- Otis
- Ouray
- Ovid

## P
- Pagosa Springs
- Palisade
- Palmer Lake
- Paoli
- Paonia
- Parachute
- Parker
- Peetz
- Pierce
- Pitkin
- Platteville
- Poncha Springs
- Pritchett
- Pueblo

## R
- Ramah
- Rangely
- Raymer
- Red Cliff
- Rico
- Ridgway
- Rifle
- Rockvale
- Rocky Ford
- Romeo
- Rye

## S
- Saguache
- Salida
- San Luis
- Sanford
- Sawpit
- Sedgwick
- Seibert
- Severance
- Sheridan
- Sheridan Lake
- Silt
- Silver Cliff
- Silver Plume
- Silverthorne
- Silverton
- Simla
- Snowmass Village
- South Fork
- Springfield
- Starkville
- Steamboat Springs
- Sterling
- Stratton
- Sugar City
- Superior
- Swink

## T
- Telluride
- Thornton
- Timnath
- Trinidad
- Two Buttes

## V
- Vail
- Victor
- Vilas
- Vona

## W
- Walden
- Walsenburg
- Walsh
- Ward
- Wellington
- Westcliffe
- Westminster
- Wheat Ridge
- Wiggins
- Wiley
- Williamsburg
- Windsor
- Winter Park
- Woodland Park
- Wray

## Y
- Yampa
- Yuma